# Сємілєт Даніїл Андрійович
Даніїл Андрійович Сємілєт (нар. 7 березня 2001) — український футболіст, півзахисник полтавської «Ворскли».

## Життєпис
Починаючи з сезону 2018/19 років грав за юнацьку команду «Ворскли». Наступного сезону почав залучатися до тренувань з основним складом. У першій команді полтавчан дебютував 3 липня 2020 року в нічийному (2:2) виїзному поєдинку 29-о туру Прем'єр-ліги проти «Львова». Даніїл вийшов на поле в стартовому складі, а на 90+3-й хвилині його замінив Радіон Посєвкін.